# Chien Bleu
Pour l’article homonyme, voir Le Chien bleu pour le journal.
Chien Bleu est un album jeunesse écrit et illustré de Nadja paru en 1989 (L'École des Loisirs).

## Synopsis
Un soir, un chien de couleur bleue vient à la rencontre de Charlotte, une petite fille. Mais la mère de Charlotte refuse de l'adopter,.

## Thèmes et technique
L'album est réalisé à la gouache,. Il aborde principalement le thème de la différence à travers une réflexion sur la peur de l'autre,.

## Accueil critique et récompense
Chien bleu obtient un prix au Salon du livre et de la presse jeunesse en 1989. Télérama le décrit comme un « chef-d’œuvre de sagesse et de merveilleux ».  En 2014, France Inter l'inclut dans sa liste des « livres jeunesse incontournables des trente dernières années ».

## Éditions
Chien Bleu est édité pour la première fois par L'École des Loisirs en 1989. Il est réédité en petit format en 2018. Il est également édité en livre audio.